# سبينسر جرامير
سبينسر جرامير (بالإنجليزية: Spencer Grammer)‏ هي ممثلة أمريكية، ولدت في 9 أكتوبر 1983 بلوس أنجلوس في الولايات المتحدة.

## أعمال

### أفلام
- (2005) الدجاجة الآلية

### مسلسلات
- الدجاجة الآلية
- ريك ومورتي

## وصلات خارجية
- سبينسر جرامير على موقع IMDb (الإنجليزية)
- سبينسر جرامير على موقع ألو سيني (الفرنسية)
- سبينسر جرامير على موقع أول موفي (الإنجليزية)
- سبينسر جرامير على موقع إن إن دي بي (الإنجليزية)
- سبينسر جرامير على موقع قاعدة بيانات الفيلم (الإنجليزية)
- سبينسر جرامير على موقع كينوبويسك (الروسية)